# Wdochnowiennyj
Wdochnowiennyj ros. Вдохновенный – radziecki niszczyciel projektu 56, zmodyfikowany według projektu 56PŁO. W służbie od 31 października 1956 do 1987 roku, aktywny na Oceanie Spokojnym i Indyjskim.

## Budowa i opis techniczny

### Budowa i stan pierwotny
„Wdochnowiennyj” został zbudowany (pod numerem 83) w Stoczni im. Leninskogo Komsomoła w Komsomolsku nad Amurem, stępkę położono 31 sierpnia 1954 roku. Okręt został zwodowany 7 maja 1956 roku, zaś do służby wszedł 31 października 1956 roku. 
Niszczyciel charakteryzował się całkowitą długością 126 metrów (117,9 m na linii wodnej), szerokość wynosiła 12,76 metra, zaś zanurzenie maksymalnie 4,2 metra. Wyporność jednostki to: 2667 ton (standardowa), 2949 ton (normalna) i 3249 ton (pełna).
Napęd stanowiły 2 turbiny parowe TW-8 o mocy 72 000 KM oraz 4 kotły parowe wodnorurkowe KW-76. Jednostka rozwijała prędkość maksymalną 38 węzłów. Przy 14 węzłach mogła ona pokonać 3850 mil morskich.
Uzbrojenie artyleryjskie okrętu składało się z 2 podwójnych dział SM-2-1 kalibru 130 mm L/58 i 4 czterolufowych działek przeciwlotniczych SM-20 ZIF kalibru 45 mm L/76. Niszczyciel dysponował 6 miotaczami bomb głębinowych BURUN. Uzbrojenie torpedowe stanowiły 2 pięciorurowe wyrzutnie kalibru 533 mm. Okręt mógł zabierać na pokład również miny morskie.
Załogę okrętu stanowiło 284 ludzi, w tym 19 oficerów.

### Modyfikacje
Okręt zmodernizowano zgodnie z projektem 56PŁO – prace prowadzano od 22 stycznia 1960 do 27 marca 1961 roku w Stoczni Dalzawod Nr 200 we Władywostoku.
Zmiany wprowadzono głównie w uzbrojeniu okrętu. Dziobową wyrzutnię torpedową przystosowano do walki z okrętami podwodnymi, rufową wyrzutnię zdemontowano. 
Zamiast miotaczy bomb głębinowych BURUN zamontowano 4 rakietowe miotacze typu RBU-2500. Jako broń przeciwko rakietom lecącym na niskim pułapie na okręcie zamontowano 2 lub 4 podwójne automatyczne działka 2M-3M kalibru 25 mm. 
Opisane zmiany zwiększyły wyporność okrętu o ok. 450 ton oraz obniżyły maksymalną prędkość jednostki do około 34 węzłów. Zmniejszyła się również liczba załogantów.

## Służba
„Wdochnowiennyj” pełnił służbę we Flocie Oceanu Spokojnego. Działał między innymi na Morzu Japońskim, Cieśninie Koreańskiej i na Oceanie Indyjskim. Udzielił pomocy załodze amerykańskiego samolotu (działającego w ramach AWACS), stało się to 15–16 kwietnia 1969 roku na Morzu Japońskim. W ramach wizyt zagranicznych odwiedził Kenię, Południowy i Północny Jemen, Indie, Etiopię i Wietnam. 
Wycofany ze służby 30 lipca lub 5 marca 1987 roku, osadzony na dnie w pobliżu Wyspy Rosyjskiej, zezłomowany we Władywostoku w 1988 roku. 
Okręt nosił kolejno numery burtowe: 494, 034, 395, 429, 779 i 736.